# ماكسيم أوثوم
ماكسيم أوثوم مواليد 29 مارس 1987 في بلجيكا، هو لاعب كرة مضرب بلجيكي بدأ مسيرته كمحترف سنة 2005 يلعب باليد اليمنى ويحتل حالياً المرتبة رقم. 174 (18 مايو 2015) في تصنيف رابطة محترفي كرة المضرب. أعلى تصنيف له في الفردي كان المركز الـ 143 في سنة 2013. أعلى تصنيف له في الزوجي كان المركز الـ 232 في سنة 2013.

## النهائيات

### الفردي: 0 (0–1)
| الحصيلة | الرقم | التاريخ      | الدورة        | الأرضية | المنافس        | النتيجة       |
| ------- | ----- | ------------ | ------------- | ------- | -------------- | ------------- |
| الوصافة | 1.    | 19 مارس 2012 | ريموسكي, كندا | صلبة    | فاسيك بوسبيسيل | 6–7(6–8), 4–6 |

## روابط خارجية
- ماكسيم أوثوم على موقع رابطة محترفي التنس (الإنجليزية)
- ماكسيم أوثوم على موقع الاتحاد الدولي لكرة المضرب (الإنجليزية)
- ماكسيم أوثوم على موقع خلاصة التنس.كوم (الإنجليزية)
- ماكسيم أوثوم على موقع إي إس بي إن.كوم (الإنجليزية)